# United States Postal Service

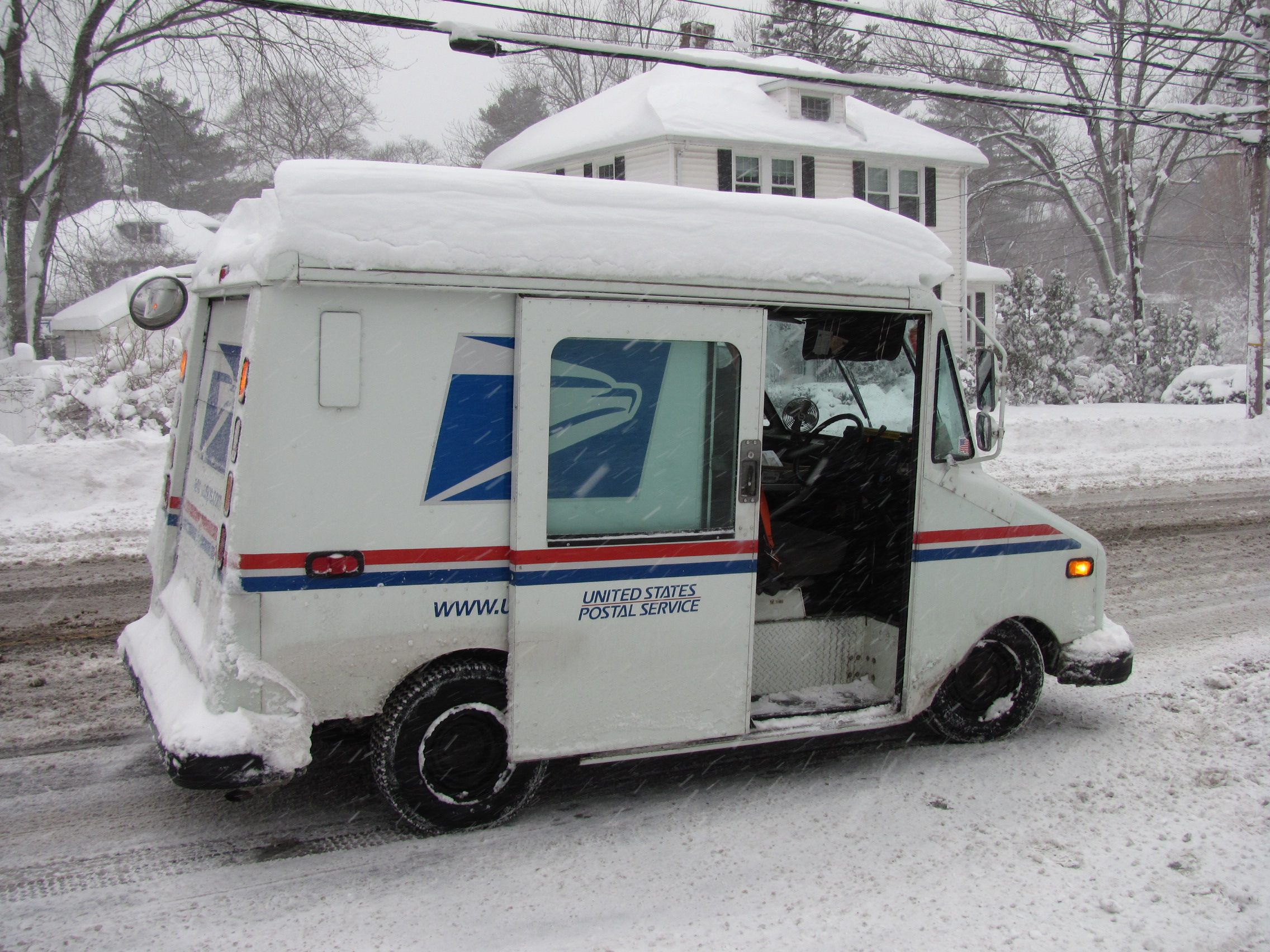
Camioneta de l'USPS

United States Postal Service (USPS) (Servei de correus dels Estats Units) és una agència del govern federal dels Estats Units. Fou creada l'any 1775 per Benjamin Franklin, i després, l'any 1792, es va fer part del govern, anomenat el Post Office Department (Departament de Correus).